# 徳島県道221号富吉久木線
徳島県道221号富吉久木線（とくしまけんどう221ごう とみよしくぎせん）は、徳島県徳島市を通る一般県道である。

## 概要
徳島市川内町の徳島県道29号徳島環状線交点から川内町榎瀬交差点に至る。一部の区間で、対向時に減速する必要があるが、それ以外は2車線で走りやすい。

### 路線データ
- 起点：徳島市川内町（徳島県道29号徳島環状線交点）
- 終点：徳島市川内町（川内町榎瀬交差点。徳島県道39号徳島鳴門線交点）
- 総延長：2.744 km（他に旧道0.727 km）[1]

## 歴史
- 1959年（昭和34年）1月31日 - 徳島県道85号富吉久木線として認定。
- 1972年（昭和47年）3月10日 - 現在の徳島県道221号として再認定。

## 路線状況

### 重複区間
- 徳島県道219号古川長原港線 （徳島市川内町）
- 徳島県道29号徳島環状線（徳島市川内町 - 徳島市川内町・川内町竹須賀交差点）

### 道路施設

#### 橋梁
- 榎瀬橋（榎瀬江湖川、徳島市）

## 地理

### 通過する自治体
- 徳島市

### 交差する道路
| 交差する道路                                                               | 交差する場所 | 交差する場所            |
| -------------------------------------------------------------------------- | ------------ | ----------------------- |
| 徳島県道29号徳島環状線                                                     | 川内町       | 起点                    |
| 徳島県道29号徳島環状線 重複区間起点 徳島県道219号古川長原港線 重複区間起点 | 川内町       |                         |
| 徳島県道219号古川長原港線 重複区間終点                                     | 川内町       |                         |
| 国道11号 国道28号 重複 徳島県道29号徳島環状線 重複区間終点                 | 川内町       | 川内町竹須賀交差点      |
| 徳島県道220号川内大代線                                                    | 川内町       |                         |
| 徳島県道39号徳島鳴門線                                                     | 川内町       | 川内町榎瀬交差点 / 終点 |

### 沿線
- E32 徳島自動車道 1 徳島IC
- 川内郵便局
- 四国大学（終点付近）